# Franz Xaver Dieringer

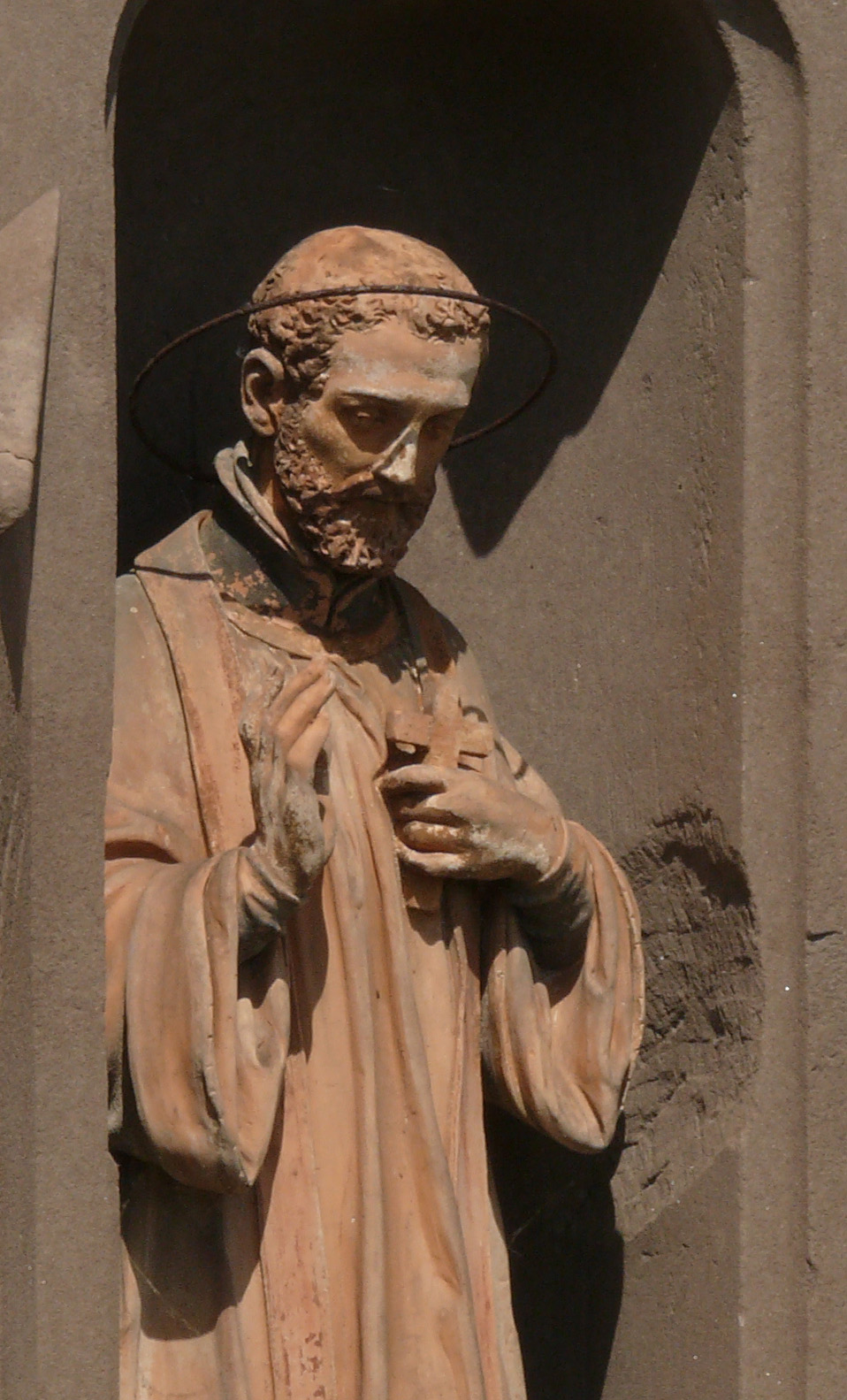
Grabmal für Dieringer in Veringendorf (Detail)

Franz Xaver Dieringer (* 22. August 1811 in Rangendingen (Hohenzollern); † 8. September 1876 in Veringendorf (Hohenzollern)) war katholischer Theologe.

## Leben
Nach einem Theologiestudium an der Universität Freiburg und der Universität Tübingen wurde Dieringer 1835 zum Priester geweiht und arbeitete anschließend als Repetent am erzbischöflichen Seminar in Freiburg im Breisgau. 1841 wurde er Professor am Lyzeum in Speyer, 1843 ordentlicher Professor an der katholisch-theologischen Fakultät der Universität Bonn, wo er später Universitätsprediger und Direktor des von ihm gegründeten homiletisch-katechetischen Seminars wurde.
1844 war Dieringer Mitgründer des Borromäusvereins. Vom 29. Mai (als Nachfolger von Karl Joseph Haugh) bis zum 29. September 1848 war er als Abgeordneter für den 35. Wahlkreis der Provinz Rheinland in Neuss Mitglied der Frankfurter Nationalversammlung. Dort zählte er zur Casino-Fraktion.
Von 1853 bis 1871 war Dieringer in Köln als Domkapitular und erzbischöflicher Beauftragter für die Frauenklöster tätig. Daneben publizierte er in verschiedenen katholischen Zeitungen. Im Rahmen der Streitigkeiten um das Erste Vatikanische Konzil zog sich Dieringer, der mit der Definition der päpstlichen Unfehlbarkeit nicht einverstanden war, als Dorfpfarrer nach Veringendorf in seiner hohenzollerischen Heimat zurück. Den Artikel über Dieringer in der ADB schrieb der ehemalige Bonner Kollege und Altkatholik Franz Heinrich Reusch.

## Werke
- Der hl. Karl Borromäus und die Kirchenverbesserung seiner Zeit (Köln, 1845)
- System der göttlichen Taten des Christentums (2. Aufl., Mainz 1857)
- Lehrbuch der katholischen Dogmatik (5. Aufl., Mainz 1865).